# Phytobia betulae
Phytobia betulae är en tvåvingeart som först beskrevs av Kangas 1935.  Phytobia betulae ingår i släktet Phytobia och familjen minerarflugor.
Artens utbredningsområde är Finland. Inga underarter finns listade i Catalogue of Life.